# Arsen Dedić
Arsen Dedić (28. července 1938 – 17. srpna 2015) byl chorvatský zpěvák. Narodil se v Šibeniku jako druhý syn svých rodičů Jovana a Veroniky. Jeho bratrem byl malíř a historik umění Milutin Dedić. Své první album nazvané Čovjek kao ja vydal v roce 1969. Následovala řada dalších alb. V roce 1982 obdržel ocenění Premio Tenco. Zemřel v Záhřebu ve věku 77 let. Jeho manželkou byla v Německu narozená zpěvačka Gabi Novak.
V roce 2007 byl za celoživotní dílo vyznamenán chorvatskou Cenou Vladimira Nazora.